# Monodromiesatz
Der Monodromiesatz ist ein wichtiger mathematischer Satz aus dem Gebiet der Funktionentheorie und beschreibt die Homotopie-Invarianz der analytischen Fortsetzung einer holomorphen Funktion.

## Monodromiesatz
Es seien
- {\displaystyle \alpha } und {\displaystyle {\tilde {\alpha }}} zwei homotope Wege in {\displaystyle \mathbb {C} } (Menge der komplexen Zahlen),
- {\displaystyle h:=h(t,\tau )} eine Homotopie zwischen {\displaystyle \alpha } und {\displaystyle {\tilde {\alpha }}},
- {\displaystyle K} eine offene Kreisscheibe um den gemeinsamen Anfangspunkt von {\displaystyle \alpha } und {\displaystyle {\tilde {\alpha }}},
- {\displaystyle f_{0}\colon K\to \mathbb {C} } eine holomorphe Funktion auf der offenen Kreisscheibe {\displaystyle K} in die Menge der komplexen Zahlen,
- {\displaystyle K'} eine weitere offene Kreisscheibe in {\displaystyle \mathbb {C} },
- {\displaystyle f_{1},{\tilde {f}}_{1}\colon K'\to \mathbb {C} } zwei Funktionen auf {\displaystyle K'} nach {\displaystyle \mathbb {C} }.

Außerdem bezeichne {\displaystyle h_{\tau }:=h(\cdot ,\tau )} den {\displaystyle \tau }-ten Einzelweg der Homotopie {\displaystyle h}.
Es sei {\displaystyle f_{0}} längs eines jeden {\displaystyle h_{\tau }} analytisch fortsetzbar, dann gilt: Entstehen {\displaystyle f_{1}} und {\displaystyle {\tilde {f}}_{1}} aus {\displaystyle f_{0}} durch analytische Fortsetzung längs {\displaystyle \alpha } bzw. {\displaystyle {\tilde {\alpha }}}, so ist {\displaystyle f_{1}={\tilde {f}}_{1}}.